# شوایچی فوجیموری
شوایچی فوجیموری ((به ژاپنی: 藤森昭一 Shōichi Fujimori); ۲۶ دسامبر ۱۹۲۶ – ۲۵ ژوئن ۲۰۱۶) دیوان‌سالار اهل ژاپن بود. مباشر بزرگ دفتر خاندان امپراتوری (۱۹۸۸–۱۹۹۶) بود. او در استان ناگانو به دنیا آمد.
شوایچی فوجیموری در ۲۶ دسامبر ۱۹۲۶ در خانواده ای کشاورز در حومه ماتسوموتو، ناگانو در استان ناگانو به دنیا آمد. او اولین روز پس از به سلطنت رسیدن هیروهیتو متولد شد، نام او «شوایچی» اولین کاراکتر کانجی (昭) را با کاراکتر کانجی «یک» (一) ترکیب کرد. فوجیموری به مدرسه عالی ماتسوموتو رفت و در طول جنگ اقیانوس آرام به عنوان سرباز یک کارخانه مهمات بسیج شد. او در رشته حقوق در دانشگاه توکیو تحصیل کرد و هنگامی که در سال ۱۹۵۰ فارغ‌التحصیل شد، به وزارت بهداشت، کار و رفاه پیوست.